# ヤンキー・リーパー
ヤンキー・リーパー(Clang of the Yankee)は、ヴァン・ダイク・パークスが1975年にリリースしたアルバムである。
1998年には、ヴァン・ダイク・パークス監修の下でリマスターが行われ、イギリスのライコから、ボーナストラックとして未発表曲であるAmazing Grace (Slow Version)とAmazing Grace (Toe-Tapper)を加えたCDが発売された。
2007年には、本来の楽曲のみを日本独自のリマスターを行ったCDが発売された。

## 曲目
1. ヤンキー・リーパー - Clang of the Yankee Reaper (Martin Kibbee, Trevor Lawrence, Van Dyke Parks)
2. シティ・オン・ザ・ヒル - City on the Hill (Winston Monseque)
3. パス・ザット・ステージ - Pass That Stage (Mighty Sparrow)
4. アナザー・ドリーム - Another Dream (Sandpebbles)
5. ぼくのスウィート・ハート - You're a Real Sweetheart (Irving Caesar, Cliff Friend)
6. ラヴ・イズ・ジ・アンサー - Love Is The Answer (F. Williams)
7. アイアン・マン - Iron Man (S. Cummings)
8. トリビュート・トゥ・スプリー - Tribute To Spree (Lord Kitchener)
9. ソウル・トレイン - Soul Train (Lord Kitchener)
10. カノン・イン・D - Cannon in D (Johann Pachelbel)